# 116000

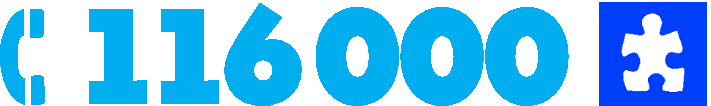
116000 hotline en logo

Landen waar het nummer actief is.

116000 is een telefoonnummer dat in een aantal landen van de Europese Unie beschikbaar is voor het melden van vermissing van kinderen.
Op voorstel van de Europese Commissie hebben alle telecombedrijven op 8 juni 2007 besloten dat er één telefoonnummer, 116000, komt waar de vermissing van kinderen kan worden gemeld. Door één telefoonnummer voor alle lidstaten in te stellen, zou voorkomen kunnen worden dat na een vermissing kostbare tijd verloren gaat, doordat mensen niet weten welk nummer ze moeten bellen in het land waar ze zich bevinden.

## Beschikbaarheid
Momenteel is het nummer bereikbaar in 32 landen, alle 27 EU-lidstaten en vijf landen buiten de EU; Albanië (geen EU-lid), België, Bulgarije, Cyprus, Denemarken, Duitsland, Estland, Finland, Frankrijk, Griekenland, Hongarije, Ierland, Italië, Kroatië, Letland, Litouwen, Luxemburg, Malta, Nederland, Oekraïne (geen EU-lid), Oostenrijk, Polen, Portugal, Roemenië, Servië (geen EU-lid), Slovenië, Slowakije, Spanje, Tsjechië, Verenigd Koninkrijk (geen EU-lid), Zweden en Zwitserland (geen EU-lid).
In Nederland is het nummer bereikbaar sinds 1 september 2008. Het Centrum Internationale Kinderontvoering is in Nederland verantwoordelijk voor de uitvoering van de hulplijn.
In België is het nummer gelinkt aan Child Focus.

## Geschiedenis
Op 20 december 2006  heeft een comité van vertegenwoordigers van de lidstaten op een bijzondere door de Commissie bijeengeroepen bijeenkomst het initiatief van de Commissie bekrachtigd om in de Europese Unie gemeenschappelijke gratis telefoonnummers te reserveren voor diensten met een maatschappelijke waarde. Dit betekent onder andere dat het nummer 116000 beschikbaar zal komen voor hotlines voor vermiste kinderen. De lidstaten zal gevraagd worden dit belangrijke initiatief voor de rechten van het kind zo spoedig mogelijk te realiseren.
De initiatiefnemers van het nummer vinden dat de veiligheid van de kinderen van de inwoners van de EU voorop staat en dat het vergroten van die veiligheid niet op de lange baan mag worden geschoven. Eén nummer waar vermiste kinderen kunnen worden opgegeven, laat concreet zien dat de EU de rechten van het kind belangrijk vindt, aldus de initiatiefnemers.
Het "116-initiatief" van de Commissie houdt in dat één nummer kan worden gereserveerd voor dezelfde dienst in geheel Europa. Diensten die worden verleend via het gratis 116 nummer helpen burgers in moeilijkheden of dragen bij tot het welzijn of de veiligheid van de burger. Hotline telefoonnummers waar ouders een vermist kind kunnen opgeven, bestaan al in een aantal EU-landen, maar momenteel verschillen die nummers per land. Een gemeenschappelijk hotlinenummer zal ouders kunnen helpen, wanneer zij hun kind kwijtraken op reis of tijdens een verblijf in een ander Europees land.
Het ontwerpbesluit van de Commissie om nummers beginnend met 116 te reserveren voor geharmoniseerde diensten met een maatschappelijke waarde in Europa werd op 9 juni 2007 bekrachtigd door het Comité voor communicatie, een groep van deskundigen die de lidstaten vertegenwoordigen. Goedkeuring door dit comité effent de weg voor de Commissie om dit voor de lidstaten bindende besluit begin 2007 vast te stellen.